# Coupe Internationale de Nice de 2013
Coupe Internationale de Nice de 2013 foi a décima oitava edição da Coupe Internationale de Nice, um evento anual de patinação artística no gelo, sendo parte do calendário sênior internacional. A competição foi disputada entre os dias 23 de outubro e 27 de outubro, na cidade de Nice, França.

## Eventos
- Individual masculino
- Individual feminino
- Duplas
- Dança no gelo

## Medalhistas
| Evento                        | Ouro                                             | Prata                                                 | Bronze                                   |
| Sênior                        |                                                  |                                                       |                                          |
| Individual masculino detalhes | Tomáš Verner · República Tcheca                  | Konstantin Menshov · Rússia                           | Zhan Bush · Rússia                       |
| Individual feminino detalhes  | Maria Artemieva · Rússia                         | Kiri Baga · Estados Unidos                            | Nathalie Weinzierl · Alemanha            |
| Duplas detalhes               | Annabelle Prölß · Ruben Blommaert · Alemanha     | Jessica‐Noëlle Calalang · Zach Sidhu · Estados Unidos | Maylin Wende · Daniel Wende · Alemanha   |
| Dança no gelo detalhes        | Gabriella Papadakis · Guillaume Cizeron · França | Lorenza Alessandrini · Simone Vaturi · Itália         | Ksenia Monko · Kirill Khaliavin · Rússia |
| Júnior                        |                                                  |                                                       |                                          |
| Individual masculino detalhes | Deniss Vasiljevs · Letônia                       | Ivan Pavlov · Ucrânia                                 | Andreï Zuber · Rússia                    |
| Individual feminino detalhes  | Natalia Ogoreltceva · Rússia                     | Svetlana Lebedeva · Rússia                            | Anna Duskova · República Tcheca          |

## Resultados

### Sênior

#### Individual masculino
| Pos.              | Nome               | Nacionalidade    | Pontos | PC         | PL          |
| ----------------- | ------------------ | ---------------- | ------ | ---------- | ----------- |
| Medalha de ouro   | Tomáš Verner       | República Tcheca | 249.79 | 83.58 (1)  | 166.21 (1)  |
| Medalha de prata  | Konstantin Menshov | Rússia           | 228.77 | 77.64 (2)  | 151.13 (2)  |
| Medalha de bronze | Zhan Bush          | Rússia           | 226.31 | 75.75 (3)  | 150.56 (3)  |
| 4                 | Peter Liebers      | Alemanha         | 211.59 | 66.36 (6)  | 145.23 (4)  |
| 5                 | Vladislav Sezganov | Rússia           | 202.12 | 67.76 (5)  | 134.36 (5)  |
| 6                 | Liam Firus         | Canadá           | 194.93 | 65.07 (7)  | 129.86 (6)  |
| 7                 | Sergey Borodulin   | Rússia           | 184.24 | 62.89 (9)  | 121.35 (8)  |
| 8                 | Paul Bonifacio     | Itália           | 183.25 | 67.84 (4)  | 115.41 (11) |
| 9                 | Dmitriy Ignatenko  | Ucrânia          | 180.83 | 57.90 (13) | 122.93 (7)  |
| 10                | Phillip Harris     | Reino Unido      | 180.39 | 63.29 (8)  | 117.10 (10) |
| 11                | Igor Reznichenko   | Ucrânia          | 179.67 | 58.93 (12) | 120.74 (9)  |
| 12                | Stephane Walker    | Suíça            | 172.63 | 61.39 (10) | 111.24 (12) |
| 13                | Valtter Virtanen   | Finlândia        | 165.27 | 59.87 (11) | 105.40 (13) |
| 14                | Paul Fentz         | Alemanha         | 161.10 | 56.90 (15) | 104.20 (14) |
| 15                | Matthew Parr       | Reino Unido      | 156.32 | 52.79 (16) | 103.53 (15) |
| 16                | Tomi Pulkkinen     | Finlândia        | 153.75 | 57.01 (14) | 96.74 (16)  |
| 17                | Saverio Giacomelli | Itália           | 137.39 | 51.63 (17) | 85.76 (18)  |
| 18                | Andrew Dodds       | Austrália        | 134.63 | 44.45 (19) | 90.18 (17)  |
| 19                | Jordan Dodds       | Austrália        | 128.95 | 49.07 (18) | 79.88 (19)  |
| 20                | Iassen Petkov      | Bulgária         | 115.50 | 38.11 (21) | 77.39 (20)  |
| 21                | Conor Stakelum     | Irlanda          | 101.75 | 33.68 (22) | 68.07 (21)  |
| 22                | Florian Gostelie   | Países Baixos    | 101.49 | 38.83 (20) | 62.66 (22)  |
| WD                | Chafik Besseghier  | França           | —      | — (WD)     |             |
| WD                | Patryk Myzyk       | Polônia          | —      | — (WD)     |             |
| WD                | Misha Ge           | Uzbequistão      | —      | — (WD)     |             |

#### Individual feminino
| Pos.                                                  | Nome                   | Nacionalidade    | Pontos | PC         | PL         |
| ----------------------------------------------------- | ---------------------- | ---------------- | ------ | ---------- | ---------- |
| Medalha de ouro                                       | Maria Artemyeva        | Rússia           | 169.16 | 63.96 (1)  | 105.20 (1) |
| Medalha de prata                                      | Kiri Baga              | Estados Unidos   | 150.48 | 57.91 (3)  | 92.57 (4)  |
| Medalha de bronze                                     | Nathalie Weinzierl     | Alemanha         | 144.56 | 57.93 (2)  | 86.63 (9)  |
| 4                                                     | Polina Agafonova       | Rússia           | 141.66 | 46.85 (9)  | 94.81 (3)  |
| 5                                                     | Anaïs Ventard          | França           | 140.63 | 44.04 (14) | 96.59 (2)  |
| 6                                                     | Jenna Mccorkell        | Reino Unido      | 140.12 | 50.39 (4)  | 89.73 (6)  |
| 7                                                     | Candice Didier         | França           | 139.34 | 47.31 (8)  | 92.03 (5)  |
| 8                                                     | Isabelle Olsson        | Suécia           | 133.44 | 46.69 (10) | 86.75 (8)  |
| 9                                                     | Rachael Flatt          | Estados Unidos   | 130.18 | 41.59 (18) | 88.59 (7)  |
| 10                                                    | Fleur Maxwell          | Luxemburgo       | 129.72 | 49.64 (5)  | 80.08 (13) |
| 11                                                    | Sarah Hecken           | Alemanha         | 128.98 | 44.01 (15) | 84.97 (10) |
| 12                                                    | Alexandra Najarro      | Canadá           | 126.69 | 48.33 (6)  | 78.36 (14) |
| 13                                                    | Alisson Perticheto     | Filipinas        | 124.24 | 41.13 (22) | 83.11 (11) |
| 14                                                    | Rosaliina Kuparinen    | Finlândia        | 124.19 | 47.35 (7)  | 76.84 (15) |
| 15                                                    | Léna Marrocco          | França           | 122.79 | 42.21 (16) | 80.58 (12) |
| 16                                                    | Anna Ovcharova         | Suíça            | 122.68 | 46.13 (12) | 76.55 (16) |
| 17                                                    | Lénaëlle Gilleron-Gory | França           | 121.07 | 46.27 (11) | 74.80 (18) |
| 18                                                    | Michelle Couwenberg    | Países Baixos    | 116.73 | 41.20 (21) | 75.53 (17) |
| 19                                                    | Tae Kyung              | Coreia do Sul    | 115.40 | 40.89 (23) | 74.51 (19) |
| 20                                                    | Anna Afonkina          | Bulgária         | 110.85 | 41.27 (20) | 69.58 (21) |
| 21                                                    | Juulia Turkkila        | Finlândia        | 109.81 | 44.85 (13) | 64.96 (22) |
| 22                                                    | Briley Pizzelanti      | Itália           | 109.80 | 38.94 (24) | 70.86 (20) |
| 23                                                    | Sandy Hoffmann         | Alemanha         | 105.43 | 42.13 (17) | 63.30 (23) |
| WD                                                    | Anne Line              | Noruega          | —      | 41.35 (19) | — (WD)     |
| Não avançaram para a patinação livre / programa longo |                        |                  |        |            |            |
| 25                                                    | Monika Simancikova     | Eslováquia       | —      | 38.51 (25) |            |
| 26                                                    | Ilaria Nogaro          | Itália           | —      | 38.14 (26) |            |
| 27                                                    | Elisaveta Ukolova      | República Tcheca | —      | 37.93 (27) |            |
| 28                                                    | Kim Bell               | Países Baixos    | —      | 34.75 (28) |            |
| 29                                                    | Katie Powell           | Reino Unido      | —      | 34.00 (29) |            |
| 30                                                    | Myriam Leuenberger     | Suíça            | —      | 32.87 (30) |            |
| 31                                                    | Linnea Mellgren        | Suécia           | —      | 25.85 (31) |            |
| 32                                                    | Sabina Schulz          | Áustria          | —      | 24.86 (32) |            |
| WD                                                    | Kristina Zaseeva       | Rússia           | —      | — (WD)     |            |

#### Duplas
| Pos.              | Nome                                 | Nacionalidade  | Pontos | PC         | PL         |
| ----------------- | ------------------------------------ | -------------- | ------ | ---------- | ---------- |
| Medalha de ouro   | Annabelle Prölß / Ruben Blommaert    | Alemanha       | 160.25 | 57.44 (2)  | 102.81 (3) |
| Medalha de prata  | Jessica-Noëlle Calalang / Zach Sidhu | Estados Unidos | 157.28 | 51.94 (3)  | 105.34 (2) |
| Medalha de bronze | Maylin Wende / Daniel Wende          | Alemanha       | 153.09 | 45.14 (6)  | 107.95 (1) |
| 4                 | Yulia Antipova / Nodari Maisuradze   | Rússia         | 149.54 | 47.03 (4)  | 102.51 (4) |
| 5                 | Daria Popova / Bruno Massot          | França         | 141.53 | 46.77 (5)  | 94.76 (5)  |
| 6                 | Deedee Leng / Timothy Leduc          | Estados Unidos | 141.01 | 57.95 (1)  | 83.06 (7)  |
| 7                 | Nicole Della Monica / Matteo Guarise | Itália         | 137.79 | 43.06 (7)  | 94.73 (6)  |
| 8                 | Juliya Lavrentyeva / Yuriy Rudik     | Ucrânia        | 113.86 | 41.31 (8)  | 72.55 (8)  |
| 9                 | Ronja Roll / Gustav Forsgren         | Suécia         | 107.52 | 35.42 (9)  | 72.10 (9)  |
| 10                | Paris Stephens / Matthew Dodds       | Austrália      | 92.79  | 34.77 (10) | 58.02 (10) |

#### Dança no gelo
| Pos.              | Nome                                          | Nacionalidade    | Pontos | PC         | PL         |
| ----------------- | --------------------------------------------- | ---------------- | ------ | ---------- | ---------- |
| Medalha de ouro   | Gabriella Papadakis / Guillaume Cizeron       | França           | 147.93 | 60.05 (1)  | 87.88 (1)  |
| Medalha de prata  | Lorenza Alessandrini / Simone Vaturi          | Itália           | 137.59 | 54.48 (2)  | 83.1 (2)   |
| Medalha de bronze | Ksenia Monko / Kirill Khalyavin               | Rússia           | 134.24 | 52.49 (3)  | 81.75 (3)  |
| 4                 | Kharis Ralph / Asher Hill                     | Canadá           | 131.91 | 52.18 (4)  | 79.73 (5)  |
| 5                 | Elisabeth Paradis / François Xavier Ouellette | Canadá           | 127.40 | 45.70 (6)  | 81.70 (4)  |
| 6                 | Ramona Elsener / Florian Roost                | Suíça            | 119.70 | 45.94 (5)  | 73.76 (6)  |
| 7                 | Olesia Karmi / Max Lindholm                   | Finlândia        | 113.89 | 44.38 (7)  | 69.51 (7)  |
| 8                 | Dora Turoczi / Balazs Major                   | Hungria          | 110.65 | 43.02 (10) | 67.63 (8)  |
| 9                 | Cecilia Törn / Jussiville Partanen            | Finlândia        | 110.46 | 43.66 (8)  | 66.80 (9)  |
| 10                | Lucie Mysliveckova / Neil Brown               | República Tcheca | 105.28 | 43.08 (9)  | 62.20 (13) |
| 11                | Celia Robledo / Luis Fenero                   | Espanha          | 101.51 | 34.73 (14) | 66.78 (10) |
| 12                | Barbora Silna / Juri Kurakin                  | Áustria          | 100.18 | 35.91 (12) | 64.27 (11) |
| 13                | Kira Geil / Tobias Eisnebauer                 | Áustria          | 97.42  | 35.01 (13) | 62.41 (12) |
| 14                | Valentina Rudchenko / Benjamin Allain         | França           | 95.49  | 36.00 (11) | 59.49 (14) |
| WD                | Federica Bernardi / Christopher Mior          | Itália           | —      | — (WD)     |            |
| WD                | Ksenia Korobkova / Daryn Zhunussov            | Cazaquistão      | —      | — (WD)     |            |
| WD                | Federica Testa / Lukas Csolley                | Eslovênia        | —      | — (WD)     |            |
| WD                | Nadezhda Frolenkova / Vitaliy Nikiforov       | Ucrânia          | —      | — (WD)     |            |

### Júnior

#### Individual masculino júnior
| Pos.              | Nome                   | Nacionalidade | Pontos | PC         | PL         |
| ----------------- | ---------------------- | ------------- | ------ | ---------- | ---------- |
| Medalha de ouro   | Deniss Vasiljevs       | Letônia       | 191.91 | 59.55 (2)  | 132.36 (1) |
| Medalha de prata  | Ivan Pavlov            | Ucrânia       | 188.99 | 66.54 (1)  | 122.45 (2) |
| Medalha de bronze | Andreï Zuber           | Rússia        | 174.09 | 59.45 (3)  | 114.64 (3) |
| 4                 | Alexander Bjelde       | Alemanha      | 169.31 | 58.64 (4)  | 110.67 (4) |
| 5                 | Murad Kurbanov         | Rússia        | 152.90 | 49.03 (7)  | 103.87 (5) |
| 6                 | Adrien Tesson          | França        | 151.56 | 54.01 (6)  | 97.55 (6)  |
| 7                 | Charles Tetar          | França        | 143.85 | 57.21 (5)  | 86.64 (10) |
| 8                 | Simon Hocquaux         | França        | 140.60 | 47.62 (8)  | 92.98 (7)  |
| 9                 | Nicky Obreykov         | Suécia        | 132.37 | 43.52 (10) | 88.85 (8)  |
| 10                | Anton Karpuk           | Bielorrússia  | 130.02 | 42.29 (11) | 87.73 (9)  |
| 11                | John Olof Hallman      | Suécia        | 125.78 | 46.82 (9)  | 78.96 (11) |
| 12                | Carlo Vittorio Palermo | Itália        | 114.84 | 40.74 (13) | 74.10 (12) |
| 13                | Jannis Bronisefski     | Alemanha      | 104.07 | 41.40 (12) | 62.67 (14) |
| 14                | Gustav Roll            | Suécia        | 99.37  | 35.50 (14) | 63.87 (13) |
| 15                | Ancio van Tonder       | África do Sul | 91.84  | 29.51 (15) | 62.33 (15) |

#### Individual feminino júnior
| Pos.              | Nome                          | Nacionalidade    | Pontos | PC         | PL         |
| ----------------- | ----------------------------- | ---------------- | ------ | ---------- | ---------- |
| Medalha de ouro   | Natalia Ogoreltceva           | Rússia           | 147.52 | 51.35 (1)  | 96.17 (1)  |
| Medalha de prata  | Svetlana Lebedeva             | Rússia           | 133.02 | 44.72 (4)  | 88.30 (2)  |
| Medalha de bronze | Anna Duskova                  | República Tcheca | 131.61 | 44.89 (3)  | 86.72 (3)  |
| 4                 | Annabelle Prolss              | Alemanha         | 129.78 | 45.92 (2)  | 83.86 (4)  |
| 5                 | Tanja Odermatt                | Suíça            | 122.86 | 43.57 (5)  | 79.29 (5)  |
| 6                 | Léa Serna                     | França           | 116.14 | 41.06 (7)  | 75.08 (7)  |
| 7                 | Emilia Toikkanen              | Finlândia        | 114.28 | 39.92 (8)  | 74.36 (8)  |
| 8                 | Yoshino Braganti              | França           | 113.63 | 41.89 (6)  | 71.74 (9)  |
| 9                 | Nadjma Mahamoud               | França           | 112.74 | 36.18 (10) | 76.56 (6)  |
| 10                | Elin Hallberg                 | Suécia           | 103.04 | 37.89 (9)  | 65.15 (12) |
| 11                | Kristina Vagtborg             | Dinamarca        | 101.30 | 35.60 (11) | 65.70 (11) |
| 12                | Isabella Schuster-Velissariou | Grécia           | 100.36 | 34.50 (12) | 65.86 (10) |
| 13                | Jea Hyrylaïnen                | Finlândia        | 93.28  | 32.24 (14) | 61.04 (13) |
| 14                | Silvia Martinelli             | Itália           | 91.84  | 32.67 (13) | 59.17 (14) |
| 15                | Caterina Andermarker          | Itália           | 88.67  | 31.54 (15) | 57.13 (15) |
| 16                | Idoia Fuentes                 | Espanha          | 84.25  | 29.21 (16) | 55.04 (16) |
| 17                | Chanel Den Olden              | Países Baixos    | 76.27  | 23.92 (17) | 52.35 (17) |

## Quadro de medalhas
| Ordem | País             | Medalha de ouro | Medalha de prata | Medalha de bronze |    | Ordem por total |
| ----- | ---------------- | --------------- | ---------------- | ----------------- | -- | --------------- |
| 1     | Rússia           | 2               | 2                | 3                 | 7  | 1               |
| 2     | Alemanha         | 1               |                  | 2                 | 3  | 2               |
| 3     | República Tcheca | 1               |                  | 1                 | 2  | 3               |
| 4     | França           | 1               |                  |                   | 1  | 5               |
| 4     | Letônia          | 1               |                  |                   | 1  | 5               |
| 6     | Estados Unidos   |                 | 2                |                   | 2  | 3               |
| 7     | Itália           |                 | 1                |                   | 1  | 5               |
| 7     | Ucrânia          |                 | 1                |                   | 1  | 5               |
| TOTAL | TOTAL            | 6               | 6                | 6                 | 18 | —               |